# ذي الدرم (السدة)

تعديل مصدري - تعديل

ذي الدرم هي إحدى قرى عزلة بني الحارث بمديرية السدة التابعة لمحافظة إب، بلغ تعداد سكانها 347 نسمة حسب تعداد اليمن لعام 2004.